# Pelléas et Mélisande (Sibelius)
Pelléas et Mélisande Op. 46 è una suite orchestrale in nove quadri di Jean Sibelius terminata nel 1905.

## Storia
Su commissione del Teatro Svedese di Helsinki, nel 1904-1905 Sibelius scrisse le musiche di scena per il dramma di Maurice Maeterlinck Pelléas et Mélisande, tradotto in svedese da Bertel Gripenberg.
Il dramma di Maeterlinck fu rappresentato in Finlandia per la prima volta il 17 marzo 1905. Sibelius stesso diresse l'orchestra. La rappresentazione fu uno degli avvenimenti teatrali dell'anno e il teatro ebbe i posti esauriti. Accolta ottimamente, fu data per ben diciotto volte nel corso della primavera del 1905, e Sibelius diresse l'orchestra in sei di queste rappresentazioni.
Le musiche di scena originali sono scritte in dieci quadri, mentre la suite ne ha mantenuti nove.
Di questa suite fu scritto un riarrangiamento per pianoforte nel 1905.
Il quadro Le tre sorelle cieche fu riarrangiato per voce e pianoforte.

## Struttura
1. Alle porte del castello (Vid slottsporten/Linnan portilla)
Il movimento d'apertura della suite s'intitola Alle porte del castello. Gli archi introducono un tema breve, arioso, che viene in seguito ripreso dai fiati. Questa introduzione termina con degli accordi austeri.
2. Mélisande
Il personaggio di Mélisande viene introdotto da una musica caratteristica presentata da un assolo di corno inglese, che descrive come Golaud trova Mélisande nella foresta accanto ad un sorgente.
3. In riva al mare (På stranden vid havet/Meren rannalla)
Un breve intermezzo che Sibelius considerava indispensabile nei concerti. I personaggi principali sono in piedi in riva al mare, guardando una vela di nave.
4. Una fontana nel parco (En källa i parken/Suihkulähteellä puistossa)
Gli archi presentano, con delle sonorità dense di carattere melodico, il quadro Una fontana nel parco. Una melodia di valzer apre la scena, nella quale i personaggi principali camminano fino a una fontana nel parco. Mélisande lascia cadere l'anello che Golaud le ha dato.
5. Le tre sorelle cieche (De trenne blinda systrar/Kolme sokeaa sisarta)
Nel quadro Le tre sorelle cieche, un altro assolo di corno inglese porta a delle armonie orchestrali monolitiche. La canzone di Mélisande ha lo stile di una ballata.
6. Pastorale
Il sesto movimento, Pastorale, è scritto per i legni e gli archi e presenta la sottigliezza della musica da camera.
7. Mélisande all'arcolaio (Mélisande vid sländan/Mélisande rukin äärellä)
Il settimo movimento, Mélisande all'arcolaio, presenta il più lungo e spettacolare ritratto visto fin qui.
8. Entr'acte (Mellanaktsmusik/Intermezzo (välisoitto))
Segue un Entr'acte. Questo lunghissimo movimento avrebbe potuto servire da finale sinfonico, ma la logica del dramma esige un epilogo.
9. La morte di Mélisande (Mélisandes död/Mélisanden kuolema)
Con il movimento La morte di Mélisande, la tragica storia d'amore votata al fallimento trova la sua conclusione.

La durata di un'esecuzione tipica è di circa trenta minuti.

## Organico orchestrale
La partitura di Sibelius prevede l'utilizzo di:
- primi violini
- violini di fila
- viole
- violoncelli

- contrabbassi
- 1 flauto con ottavino
- 1 oboe con corno inglese
- 2 clarinetti
- 2 fagotti

- 2 corni
- timpani
- triangolo
- grancassa